# Die Zeit ist reif für Ernst Eiswürfel
Die Zeit ist reif für Ernst Eiswürfel ist eine Comedy-Serie der ARD, die zwischen 1989 und 1991 in 36 Kurzepisoden (drei Staffeln) im Auftrag des Bayerischen Rundfunks und des WDR produziert wurde. Die Geschichten schrieb Sven Böttcher, Fidelis Mager führte Regie. Die Drehbücher verfassten Sven Böttcher und Stefan Hufschmidt, der auch die Rolle des Ernst Eiswürfel spielte. Gezeigt wurden die kurzen Episoden in den Sendungen A – Z Lifeshow, Live aus dem Alabama, Moskito – Nichts sticht besser! und 45 Fieber.

## Inhalt
Ein von starken Selbstzweifeln besessener junger Mann namens Ernst Eiswürfel ist ständig versucht, seinem Leben durch einen Sprung aus dem Fenster oder vom Balkon ein Ende zu setzen. Daraufhin versucht ihm sein Schutzengel beizubringen, sich besonders cool zu verhalten und damit zum persönlichen Erfolg zu gelangen. Der Schutzengel agiert stets als Stimme aus dem Off und bezeichnet seinen Schützling als „Schnullerbacke“. Während der Kommunikation mit dem Schutzengel filmt die Kamera die Szene meist von oben herab aus der Sichtperspektive des Engels, welcher selbst nie zu sehen ist. Ernst scheitert jedoch üblicherweise. Sein Scheitern führt ihn zumeist genau dorthin, wo ihn sein Schutzengel vorher vor dem Absprung gerettet hatte.

## Hintergrund
Die Sendung basiert auf verschiedenen Kurzgeschichten aus der Veröffentlichung Eimer wie ich von Sven Böttcher aus dem Jahr 1988 und kann als Parodie auf erzwungen-lässiges Auftreten vieler Jugendlicher verstanden werden. Das äußere Erscheinen von Ernst Eiswürfel zeigt die klassischen zeitgenössischen Symbole von „Coolness“ wie eine schwarze Sonnenbrille und mit Haargel zurückgekämmte Haare. 

## Titelmelodie
Der Text der Titelmelodie lautete:
„Überall blühen Blumen, du bist nicht allein, nimm die Welt in deine Hand, dann wird sie deine sein, spring nicht aus dem Fenster, fasse neuen Mut, denn du hast einen Engel, mit dem wird alles gut. Ernst Eiswürfel, du wirst es sehen, Ernst Eiswürfel, die Welt ist schön.“